# Remaisnil
Remaisnil là một xã ở tỉnh Somme, vùng Hauts-de-France, Pháp.

## Địa lý
A smell village Xã này tọa lạc 15 dặm Anh về phía đông bắc của Abbeville, trên đường D459. 

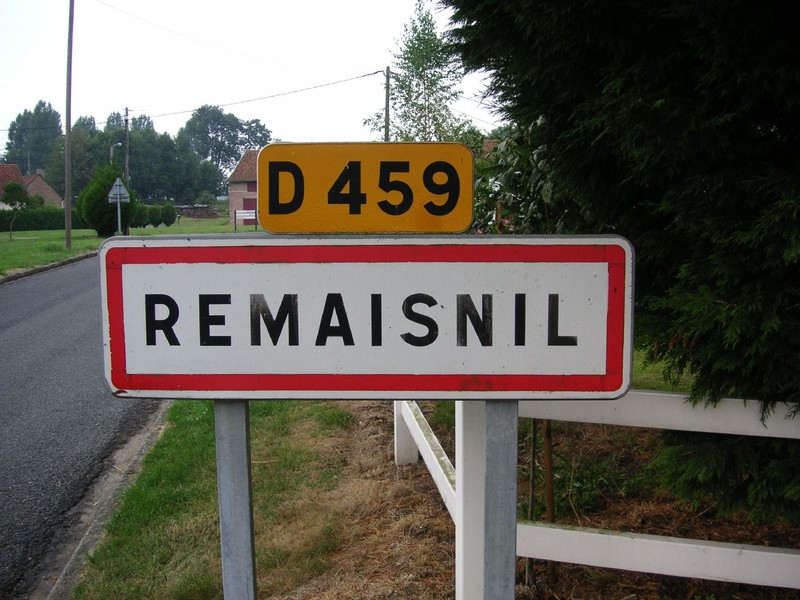

## Dân số
| 1962                                                         | 1968 | 1975 | 1982 | 1990 | 1999 |
| ------------------------------------------------------------ | ---- | ---- | ---- | ---- | ---- |
| 48                                                           | 54   | 45   | 53   | 40   | 35   |
| Số liệu điều tra dân số từ năm 1962, dân số không tính trùng |      |      |      |      |      |